# Station Locheilside
Locheilside is een spoorwegstation van National Rail aan de West Highland Line aan de noordelijke oever van Loch Eil in Highland in Schotland. Het station is eigendom van Network Rail en wordt door ScotRail beheerd. Het station is een station, waar treinen alleen stoppen op verzoek.